# Castelmoron-sur-Lot
Castelmoron-sur-Lot est une commune du sud-ouest de la France, située dans le département de Lot-et-Garonne (région Nouvelle-Aquitaine).

## Géographie

### Localisation
Castelmoron-sur-Lot est établie sur la rive droite du Lot, blotti au pied d'une colline boisée "Le rocher".
Commune de l'unité urbaine de Villeneuve-sur-Lot située sur le Lot entre Villeneuve-sur-Lot et Aiguillon, dans le Pays de la Vallée du Lot.
La population totale de la commune s'élève en 2022 à 1884 habitants. (Note 7)
Le village est situé a 20 Km de Villeneuve-sur-Lot, 33 Km d'Agen et de Marmande. 130 Km de Bordeaux, 150 Km de Toulouse et 650 Km de Paris.

### Intercommunalité
Castelmoron-sur-Lot est le siège de la Communauté de communes Lot et Tolzac.
Une Intercommunalité de 15 communes qui compte 7257 habitants en 2022.

### Communes limitrophes
Les communes limitrophes sont  Brugnac, Fongrave, Granges-sur-Lot, Lafitte-sur-Lot, Laparade, Le Temple-sur-Lot et Monclar.
|                 | Brugnac             | Monclar           |
| Laparade        | Castelmoron-sur-Lot | Fongrave          |
| Lafitte-sur-Lot | Granges-sur-Lot     | Le Temple-sur-Lot |

### Climat
Pour des articles plus généraux, voir Climat de la Nouvelle-Aquitaine et Climat de Lot-et-Garonne.
Historiquement, la commune est exposée à un climat océanique aquitain.  
En 2020, Météo-France publie une typologie des climats de la France métropolitaine dans laquelle la commune est exposée à un climat océanique altéré et est dans la région climatique Aquitaine, Gascogne, caractérisée par une pluviométrie abondante au printemps, modérée en automne, un faible ensoleillement au printemps, un été chaud (19,5 °C), des vents faibles, des brouillards fréquents en automne et en hiver et des orages fréquents en été (15 à 20 jours).
Pour la période 1971-2000, la température annuelle moyenne est de 13,1 °C, avec une amplitude thermique annuelle de 15,3 °C. Le cumul annuel moyen de précipitations est de 801 mm, avec 11 jours de précipitations en janvier et 7 jours en juillet. Pour la période 1991-2020, la température moyenne annuelle observée sur la station météorologique la plus proche, située sur la commune de Verteuil-d'Agenais à 10 km à vol d'oiseau, est de 13,8 °C et le cumul annuel moyen de précipitations est de 821,3 mm,. Pour l'avenir, les paramètres climatiques de la commune estimés pour 2050 selon différents scénarios d’émission de gaz à effet de serre sont consultables sur un site dédié publié par Météo-France en novembre 2022.

## Urbanisme

### Typologie
Au 1er janvier 2024, Castelmoron-sur-Lot est catégorisée bourg rural, selon la nouvelle grille communale de densité à sept niveaux définie par l'Insee en 2022.
Elle appartient à l'unité urbaine de Villeneuve-sur-Lot, une agglomération intra-départementale regroupant treize  communes, dont elle est une commune de la banlieue,,. La commune est en outre hors attraction des villes,.

### Occupation des sols

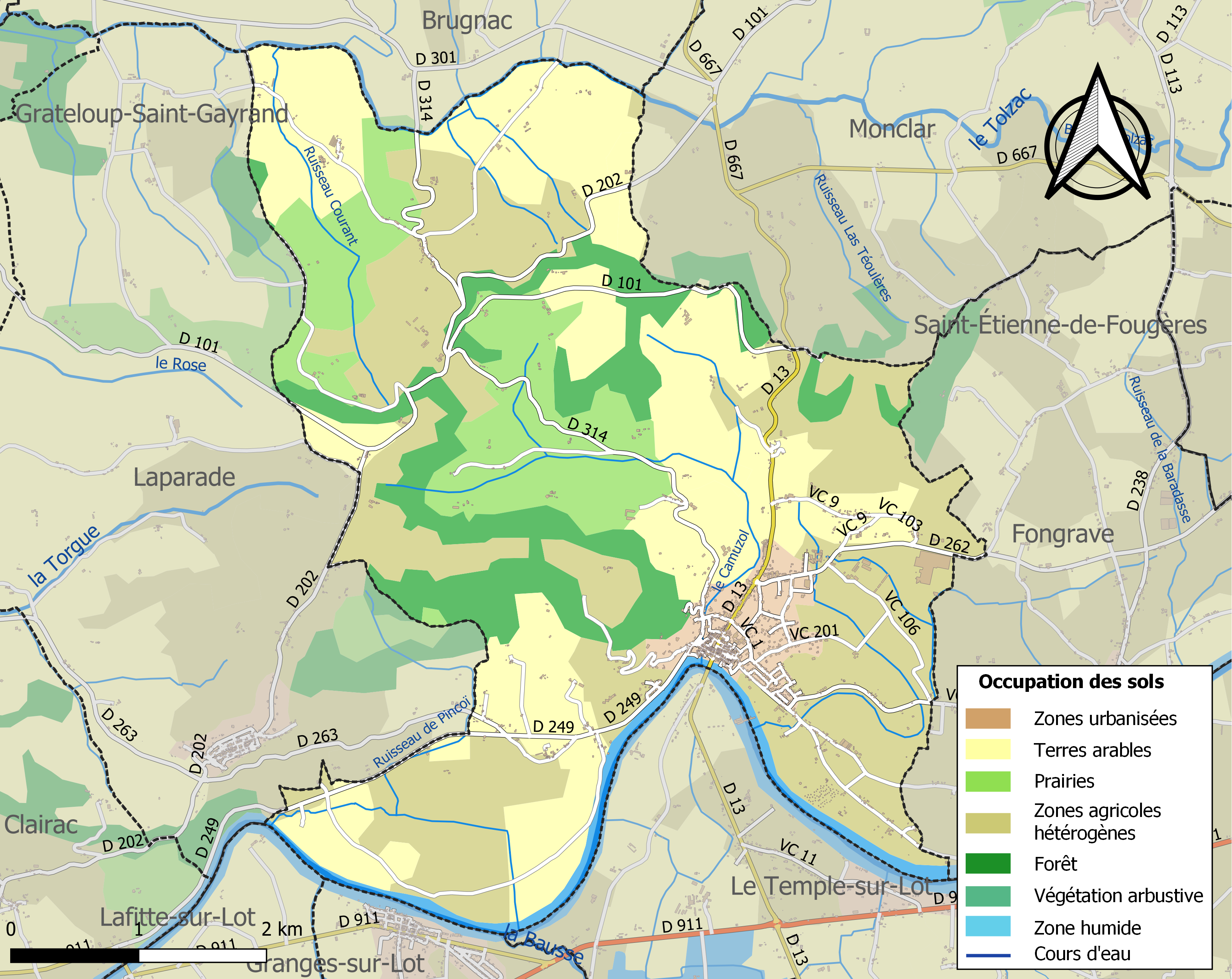
Carte des infrastructures et de l'occupation des sols de la commune en 2018 (CLC).

L'occupation des sols de la commune, telle qu'elle ressort de la base de données européenne d’occupation biophysique des sols Corine Land Cover (CLC), est marquée par l'importance des territoires agricoles (81,6 % en 2018), en diminution par rapport à 1990 (82,9 %). La répartition détaillée en 2018 est la suivante : 
zones agricoles hétérogènes (36,3 %), terres arables (16,9 %), cultures permanentes (15,1 %), prairies (13,3 %), forêts (12,2 %), zones urbanisées (3,6 %), eaux continentales (2,6 %). L'évolution de l’occupation des sols de la commune et de ses infrastructures peut être observée sur les différentes représentations cartographiques du territoire : la carte de Cassini (XVIIIe siècle), la carte d'état-major (1820-1866) et les cartes ou photos aériennes de l'IGN pour la période actuelle (1950 à aujourd'hui).

### Risques majeurs
Le territoire de la commune de Castelmoron-sur-Lot est vulnérable à différents aléas naturels : météorologiques (tempête, orage, neige, grand froid, canicule ou sécheresse), inondations, mouvements de terrains et séisme (sismicité très faible). Il est également exposé à un risque technologique, la rupture d'un barrage. Un site publié par le BRGM permet d'évaluer simplement et rapidement les risques d'un bien localisé soit par son adresse soit par le numéro de sa parcelle.

#### Risques naturels
Certaines parties du territoire communal sont susceptibles d’être affectées par le risque d’inondation par débordement de cours d'eau, notamment le Lot, la Bausse et le Tolzac. La commune a été reconnue en état de catastrophe naturelle au titre des dommages causés par les inondations et coulées de boue survenues en 1982, 1983, 1993, 1999, 2009, 2013 et 2021,.
Les mouvements de terrains susceptibles de se produire sur la commune sont des affaissements et effondrements liés aux cavités souterraines (hors mines), des glissements de terrain et des tassements différentiels. Afin de mieux appréhender le risque d’affaissement de terrain, un inventaire national permet de localiser les éventuelles cavités souterraines sur la commune.

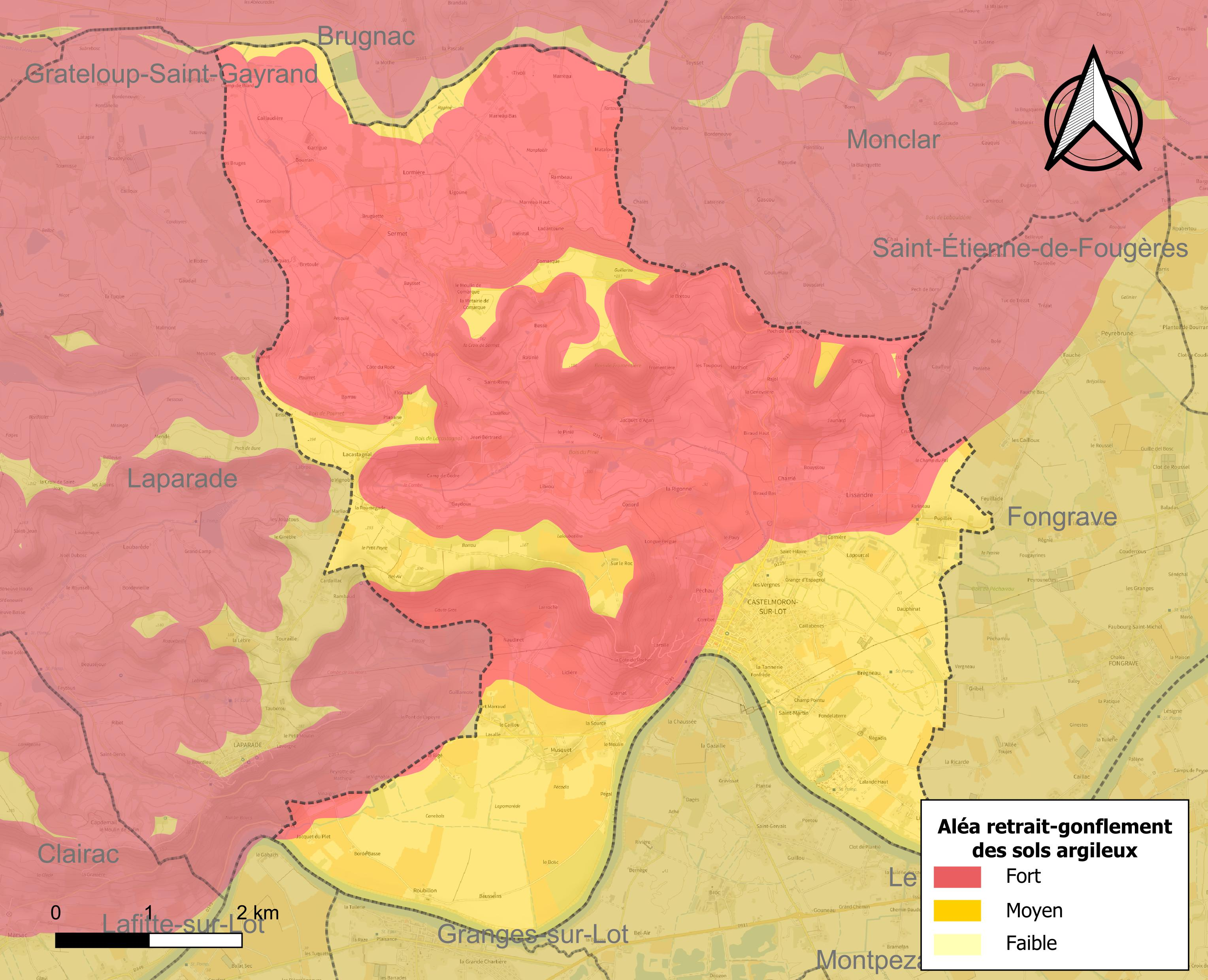
Carte des zones d'aléa retrait-gonflement des sols argileux de Castelmoron-sur-Lot.

Le retrait-gonflement des sols argileux est susceptible d'engendrer des dommages importants aux bâtiments en cas d’alternance de périodes de sécheresse et de pluie. La totalité de la commune est en aléa moyen ou fort (91,8 % au niveau départemental et 48,5 % au niveau national). Depuis le 1er octobre 2020, en application de la loi ELAN, différentes contraintes s'imposent aux vendeurs, maîtres d'ouvrages ou constructeurs de biens situés dans une zone classée en aléa moyen ou fort,.
Concernant les mouvements de terrains, la commune a été reconnue en état de catastrophe naturelle au titre des dommages causés par la sécheresse en 1989, 1991, 2005, 2011 et 2017 et par des mouvements de terrain en 1999.

#### Risque technologique
La commune est en outre située en aval des barrages de Grandval dans le Cantal et de Sarrans en Aveyron, des ouvrages de classe A. À ce titre elle est susceptible d’être touchée par l’onde de submersion consécutive à la rupture de cet ouvrage.

## Histoire
C'est sur un site humide et marécageux, près d'un méandre du Lot, que fut fondé à une date inconnue, un prieuré autour duquel se fixa un premier peuplement qui aurait pu constituer une sauveté. Au XIIIe siècle l'habitat groupé autour du château en bordure de la rivière s'appelle déjà Castelmoron (Castiel de Mauron, Froissart ; Castromorone, Valéri 1320 ; Castro-Mauronis, hommages de 1259). Il faut noter qu'aucune de ces appellations ne reprend le mot latin mariscus ou palus, ni le mot germain marisk, qui sont les étymologies du mot marais.
Il faut alors trouver l'origine du nom  dans celui d'un envahisseur germain ou latin plus que dans celui de Maures, Maurorum étant le pluriel de maurus (maures en latin), et les Sarrasins et probablement un important bastion morisque.
C'était le temps des bastides mais Castelmoron ne bénéficia pas de l'acte fondateur ni des coutumes qui accompagnent la création de ces lieux de vie : il s'agit probablement d'un castrum comme l'indique d'ailleurs l'hommage de 1259.
Au début de la guerre de Cent Ans, en 1345, la ville fut prise grâce à une feinte par les troupes anglaises du comte de Derby. Ce dernier la donna au chevalier de Caumont qui était à l'origine de la feinte. La seigneurie resta dans cette famille jusqu'au milieu du XVIIe siècle. En 1435, elle fut reprise par les Français et ses fortifications furent démantelées.
Au XVIe siècle, Castelmoron devint un des foyers calvinistes de l'Agenais. Son église réformée fut fondée en 1559. Épargnée pendant les guerres de religion grâce à un accord passé entre catholiques et protestants en 1609, elle vit toutefois son temple, d'abord interdit, livré à la démolition en 1693.
La révocation de l'édit de Nantes (18 octobre 1685) provoqua l'exode d'un certain nombre de protestants. Un Castelmoronais, Mathieu Maury, rejoignit l'Amérique. Ses descendants se distinguèrent dans la fondation des États-Unis, notamment son fils James, directeur d'une école qui compta parmi ses élèves Thomas Jefferson, futur président des États-Unis. Le petit-fils de James, Matthew Fontaine Maury, est renommé pour ses travaux en Météorologie marine et océanographie.
En 1668, la seigneurie de Castelmoron passa des Caumont aux Belsunce (ou Belzunce). C'est dans cette famille à Born que naquit celui qui allait devenir évêque de Marseille, François-Xavier de Belsunce de Castelmoron qui fit acte de dévouement pendant la peste de 1720. Les Belsunce vendirent en 1769, sans le titre de marquis, à monsieur de Lalande, magistrat bordelais.
Le XVIIIe siècle, éprouvé par les deux grandes inondations de 1728 et 1783 qui détruisirent en partie le moulin de Lacoste (datant de 1290) et le moulin Neuf (début XVIIIe) marqua cependant l'apogée de la navigation fluviale sur le Lot. Les nombreuses gabares, depuis le port de Castelmoron, transportaient vins et farines (minots) vers Bordeaux à destination des pays du nord de l'Europe et des Antilles françaises. Un courant commercial s'établit avec Saint-Domingue et la Louisiane suscité par les maîtres des bateaux castelmoronnais. Certains d'ailleurs s'installèrent dans les "Isles" des Antilles. Mais, dès la fin du XVIIIe siècle, la perte des colonies d'Amérique ferma définitivement cet horizon commercial.
La ville de Castelmoron traversa sans dommage la période révolutionnaire. Toutefois, un Castelmoronnais, Jacques Bujac fut guillotiné à Bordeaux, le 21 décembre 1793 pour ses accointances avec le parti girondin. Au début du Premier Empire, un autre Castelmoronnais se rendit célèbre par son courage et son audace. Le 12 avril 1805, Pierre Alexandre Marauld Dupon, commandant le bateau corsaire La Représaille battait et mettait en fuite devant Santander, une goélette anglaise bien supérieure en force. Il mérita le surnom de "Corsaire Agenais".
L'expansion économique commencée sous la monarchie de Juillet provoqua dans la seconde moitié du XIXe siècle, de profondes transformations qui donnèrent à Castelmoron, une nouvelle physionomie en rupture avec son ancienne configuration moyenâgeuse.
En 1845, pour permettre à la route départementale 13 de traverser Castelmoron, un pont suspendu fut construit sur le Lot ; il débouchait sur l'emplacement de vieille église du XIIIe siècle qui fut démolie. La construction de ce pont changea radicalement la ville dont l'axe devient perpendiculaire au Lot et fait une rotation de 90°.
La nouvelle église (l'actuelle) est construite sur l'emplacement de l'ancien cimetière  suivant les plans de l'architecte Leboucher. Elle a été consacrée le 30 août 1853 par l'évêque d'Agen, Mgr Jean-Aimé de Levezou de Vezins. En 1859, le temple protestant s'élèvera à la sortie de la ville. En 1871, le vieux château est acheté par la veuve de Félix Solar et entièrement transformé tel que son mari, natif de Castelmoron et mort en 1870, l'avait voulu et choisi.  Son architecture nouvelle, comprenant de nombreuses structures en bois (galerie et balcons) prenait son inspiration dans l'Alhambra de Grenade et la mosquée de Cordoue, imitant en cela le casino mauresque d'Arcachon. Le « Château Solar » sera acheté par la municipalité en 1902 et deviendra l'hôtel de ville. C'est aussi à la générosité de Félix Solar que l'on doit la fontaine à jets d'eau construite en 1859 sur la place, près de la Halle.
L'impulsion donnée par la Troisième République aux municipalités devait engendrer de nouvelles réalisations. En 1873 furent créées la place du Foirail, agrémentée de platanes, la place de l'Airyal (ancien cimetière protestant), et sur le lieu de l'ancien réservoir pour le fossé de la ville (fossé qui fut alors ponté) l'actuelle place Bransoulié (du nom du maire qui prit alors la décision des travaux). En 1874, une halle métallique fut édifiée en remplacement de l'ancienne halle en bois.
Enfin, en 1875, sur le site de l'ancien bac, on construisit une cale de commerce avec un imposant quai en pierre. Malheureusement, le trafic fluvial était sur son déclin malgré les énormes travaux réalisés tant sur le Lot que sur la Garonne (chaussées nouvelles, amélioration des écluses et des chemins de halage, constructions de quais). La concurrence du chemin de fer et le développement du réseau routier donneront un coup de grâce à la navigation commerciale sur la rivière qui disparaîtra définitivement en 1923.
Au XXe siècle, d'autres événements, d'autres personnages vont enrichir la chronique historique de Castelmoron-sur-Lot.

## Politique et administration

### Liste des maires
| Période                                  | Période   | Identité         | Étiquette | Qualité |
| ---------------------------------------- | --------- | ---------------- | --------- | --- |
| Les données manquantes sont à compléter. |           |                  |           | |
|                                          |           |                  |           | |
| 1918                                     | 1936      | Pierre Carles    | SE        | Propriétaire |
|                                          |           |                  |           | |
| mars 1977                                | mars 2014 | Bernard Genestou | UMP       | Conseiller général du canton de Castelmoron-sur-Lot (1975-2015), pharmacien honoraire                                                                |
| mars 2014 (réélue en mai 2020)           | En cours  | Line Lalaurie    | DVD       | Secrétaire de mairie retraitée Conseillère départementale du canton de Tonneins (depuis 2015), Présidente de la Communauté de communes (depuis 2020) |

## Population et société

### Démographie
L'évolution du nombre d'habitants est connue à travers les recensements de la population effectués dans la commune depuis 1793. Pour les communes de moins de 10 000 habitants, une enquête de recensement portant sur toute la population est réalisée tous les cinq ans, les populations de référence des années intermédiaires étant quant à elles estimées par interpolation ou extrapolation. Pour la commune, le premier recensement exhaustif entrant dans le cadre du nouveau dispositif a été réalisé en 2008.

En 2022, la commune comptait 1 830 habitants, en évolution de +5,23 % par rapport à 2016 (Lot-et-Garonne : −0,18 %, France hors Mayotte : +2,11 %).
| 1793  | 1800  | 1806  | 1821  | 1831  | 1836  | 1841  | 1846  | 1851  |
| ----- | ----- | ----- | ----- | ----- | ----- | ----- | ----- | ----- |
| 1 631 | 2 017 | 2 099 | 2 133 | 2 299 | 2 323 | 2 379 | 2 310 | 2 240 |

| 1856  | 1861  | 1866  | 1872  | 1876  | 1881  | 1886  | 1891  | 1896  |
| ----- | ----- | ----- | ----- | ----- | ----- | ----- | ----- | ----- |
| 2 224 | 2 094 | 2 138 | 2 010 | 2 048 | 1 949 | 1 813 | 1 759 | 1 649 |

| 1901  | 1906  | 1911  | 1921  | 1926  | 1931  | 1936  | 1946  | 1954  |
| ----- | ----- | ----- | ----- | ----- | ----- | ----- | ----- | ----- |
| 1 494 | 1 495 | 1 451 | 1 222 | 1 294 | 1 297 | 1 361 | 1 350 | 1 466 |

| 1962  | 1968  | 1975  | 1982  | 1990  | 1999  | 2006  | 2008  | 2013  |
| ----- | ----- | ----- | ----- | ----- | ----- | ----- | ----- | ----- |
| 1 528 | 1 547 | 1 444 | 1 527 | 1 662 | 1 664 | 1 739 | 1 761 | 1 709 |

| 2018  | 2022  | - | - | - | - | - | - | - |
| ----- | ----- | - | - | - | - | - | - | - |
| 1 756 | 1 830 | - | - | - | - | - | - | - |

### Enseignement
- École maternelle Les Vergnes
- École Primaire
- Collège Lucie Aubrac
- Maison Familiale Rurale de la Vallée du Lot.

### Enfance
Crèche parentale.
Centre de loisirs intercommunal.

### Sports
- AS Castelmoron XV, club de Rugby, Le club évolue en Régionale 2 de Nouvelle-Aquitaine (saison 2024/2025). Champion de France 2eme série 1988, champion de France 1ère série en 2002.
- FC Castelmoron, club de Football, L'équipe première évolue en Départemental 2 District de Lot-et-Garonne (saison 2024/2025).
- Basket Fongrave Castelmoron Lot rive droite, L'équipe senior masculine, évolue en Pré-Région.
- Club de Tennis.
- Club de Judo.
- Club de Tir a l'arc.
- Club de marche : Castel Piétonics.
- Club de Gymnastique.
- Club de danse : Rythmes et danses music-hall.
- Club de Pétanque.

Infrastructures sportives : 2 Stades municipaux (Rugby et Football) avec tribune de 300 places, avec terrains d'entraînement. Halle omnisports (Basket, Handball, Volley, Tennis). Salle de Judo. 2 Courts de  Tennis dont un couvert. 1 City parc, Une salle de danse. 1 boulodrome en plein air (Place du Foirail).

### Tourisme et loisirs
- Village de vacances
- Location de bengalow et espace bien être.
- Port Lalande, Port fluvial de plaisance.
- Base nautique Nautilius, La base dispose d’hydroplanes, barques à moteur, canoës, kayaks, SUP (stand up paddle), pédalos, vélos, carrioles, vélos suiveurs.
- Plage sur le Lot, Baignade surveillée en juillet et août.

### Santé
La ville possède une maison de santé communale, un dentiste, un kinésithérapeute et un orthoptiste.
Un EHPAD et un foyer d'accueil spécialisé pour personnes âgées.

### Économie
- D'Aucy France Établissement de Castelmoron : entreprise Agroalimentaire.

## Culture locale et patrimoine

### Lieux et monuments

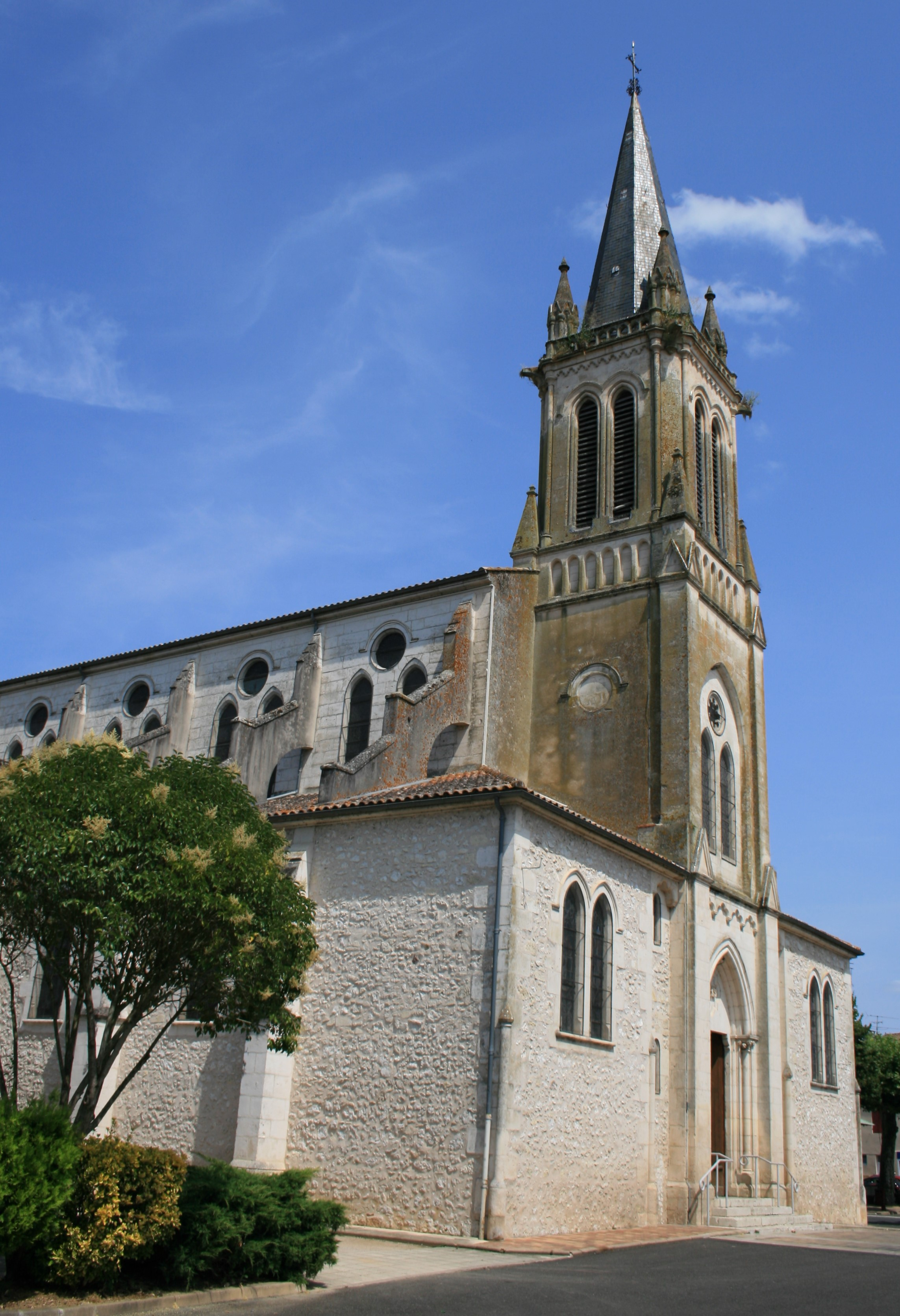
Église catholique Saint-Caprais des Moulins du Lot

- Château Solar, actuelle mairie depuis 1902[30]. En 2022, il fait partie des douze sites de la Nouvelle-Aquitaine retenus pour bénéficier de l'aide du Loto du patrimoine et doit recevoir à ce titre une aide de 200 000 euros de la part de la Mission Patrimoine de Stéphane Bern[31] ;
- La place Jules Calas, offre de belles façades de maisons à colombages.
- L’église catholique Saint-Caprais des Moulins du Lot.
- Église Sainte-Madeleine de Sermet. Elle est inscrite à l'Inventaire général du patrimoine culturel[32].
- Église Saint-Hilaire de Castelmoron-sur-Lot. Elle est inscrite à l'Inventaire général du patrimoine culturel[33].
- Église Saint-Pierre de Roubillon. Elle est inscrite à l'Inventaire général du patrimoine culturel[34].
- Le temple Protestant construit en 1859.
- La fontaine en centre ville près de la halle construite en 1859[30].
- La halle construite en 1874[30] ;
- Plan d'eau du Temple-sur-Lot ;
- Pont sur le Lot, construit en 1935, ayant reçu le label « Patrimoine du XXe siècle »[35].
- Le barrage EDF construit en 1951[30].
- L'écluse construite en 1996[30].

### Culture
- Médiathèque et salle des fêtes polyvalente (salle Tivoli).
- Association musique en vallée du Lot : organisation des Folkloriade de Castelmoron (festival de danse folklorique) dernier week-end de Juillet.
- Club Photos et association culture pour tous.

### Personnalités liées à la commune
- Félix Solar (1811-1870), homme d'affaires ;
- Paul Élie Salzedo (1842-1909), peintre français ;
- Maison de Pérusse des Cars ;
- Daniel de Montplaisir (1955-), historien français ;
- Jean Gribenski (1944-), musicologue.
- Sébastien Tortelli (1978-), champion de Motocross.

### Héraldique
| Blason de Castelmoron-sur-Lot | Blason  | D'argent au château de gueules surmonté d'une tête de maure de sable.                                                                       |
| Blason de Castelmoron-sur-Lot | Détails | Armes parlantes (armes accordées en 1697 par Louis XIV en référence aux invasions maures). Le statut officiel du blason reste à déterminer. |